# Campionato Sudamericano 1959 (hockey su pista)
Il campionato sudamericano di hockey su pista 1959 è stata la 3ª edizione del torneo di hockey su pista per squadre nazionali maschili sudamericane. Il torneo si è svolto in Uruguay a Montevideo dal 30 novembre al 5 dicembre 1959.
A vincere il torneo fu l'Argentina per la prima volta nella sua storia precedendo in classifica il Cile.

## Formula
Il campionato Sudamericano 1959 fu disputato da cinque selezioni nazionali tramite la formula del girone all'italiana con gare di sola andata. Vennero attribuiti due punti per l'incontro vinto, uno per l'incontro pareggiato e zero in caso di sconfitta. La prima squadra classificata venne proclamata campione.

## Squadre partecipanti
| Pr. | Squadra   | Partecipazioni precedenti al torneo |
| --- | --------- | ----------------------------------- |
| 1   | Argentina | 1956                                |
| 2   | Brasile   | 1954, 1956                          |
| 3   | Cile      | 1954, 1956                          |
| 4   | Uruguay   | 1954, 1956                          |
| 5   | Venezuela | 1954, 1956                          |

Nota bene: nella sezione "partecipazioni precedenti al torneo" le date in grassetto indicano la squadra che ha vinto quell'edizione del torneo

## Svolgimento del torneo

### Classifica finale
| Pos. | Squadra   | Pt | G | V | N | P | GF | GS | DR  |
| ---- | --------- | -- | - | - | - | - | -- | -- | --- |
| 1.   | Argentina | 7  | 4 | 3 | 1 | 0 | 17 | 4  | +13 |
| 2.   | Cile      | 5  | 4 | 2 | 1 | 1 | 12 | 9  | +3  |
| 3.   | Uruguay   | 4  | 4 | 1 | 2 | 1 | 11 | 5  | +6  |
| 4.   | Brasile   | 4  | 4 | 1 | 2 | 1 | 8  | 6  | +2  |
| 5.   | Venezuela | 0  | 4 | 0 | 0 | 4 | 4  | 28 | -24 |

### Risultati
| Montevideo 30 novembre 1959 | Uruguay | 7 – 0 | Venezuela |  |

| Montevideo 1º dicembre 1959 | Argentina | 1 – 1 | Brasile |  |

| Montevideo 1º dicembre 1959 | Cile | 7 – 3 | Venezuela |  |

| Montevideo 2 dicembre 1959 | Argentina | 4 – 0 | Cile |  |

| Montevideo 2 dicembre 1959 | Brasile | 1 – 1 | Uruguay |  |

| Montevideo 3 dicembre 1959 | Brasile | 5 – 0 | Venezuela |  |

| Montevideo 3 dicembre 1959 | Cile | 1 – 1 | Uruguay |  |

| Montevideo 4 dicembre 1959 | Argentina | 9 – 1 | Venezuela |  |

| Montevideo 4 dicembre 1959 | Brasile | 1 – 4 | Cile |  |

| Montevideo 5 dicembre 1959 | Argentina | 3 – 2 | Uruguay |  |